# NGC 5706
NGC 5702 (NGC 5699) je eliptična galaktika u zviježđu Volaru. Naknadno je utvrđeno da je NGC 5699 ista galaktika.

## Vanjske poveznice
- (engl.) SEDS: NGC 5702
- (engl.) Hartmut Frommert: Revidirani Novi opći katalog
- (engl.) Izvangalaktička baza podataka NASA-e i IPAC-a
- (engl.) Astronomska baza podataka SIMBAD
- (engl.) VizieR
- DSS-ova slika NGC 5702  Arhivirana inačica izvorne stranice od 2. listopada 2011. (Wayback Machine)
- (engl.) Auke Slotegraaf: NGC 5702 Deep Sky Observer's Companion
- (engl.) Courtney Seligman: Objekti Novog općeg kataloga: NGC 5700 - 5749